# Cell Research
Cell Research — щомісячний рецензований науковий журнал, присвячений клітинній біології.
Його публікує видавництво Nature Portfolio від імені Шанхайського інституту біологічних наук (Китайська академія наук) і є філією Китайського товариства клітинної біології.

## Історія
Cell Research був заснований в 1990 році. Головний редактор — Ган Пей (Шанхайський інститут біологічних наук), заступник головного редактора — Дангшен Лі (Шанхайський інститут біологічних наук).

## Цілі та сфера застосування
Cell Research публікує оригінальні результати досліджень, які мають незвичайне значення або широкі концептуальні чи технічні досягнення в усіх галузях наук про життя, якщо дослідження тісно пов’язане з молекулярною та клітинною біологією. Журнал має міжнародне авторство та широкий спектр фундаментальних досліджень, включаючи:
- Клітинний ріст, диференціація та апоптоз
- Передача сигналу
- Біологія та розвиток стовбурових клітин
- Хроматин, епігенетика та транскрипція
- Біологія РНК
- Структурна та молекулярна біологія
- Біологія та метаболізм раку
- Імунітет і молекулярний патогенез
- Молекулярна та клітинна нейронаука
- Молекулярна та клітинна біологія рослин
- Оміксні технології, системна біологія та синтетична біологія

Редакційна команда та Springer Nature надають читачам високоякісні оригінальні статті та чіткі огляди та дослідження, які охоплюють широкі сфери наук про життя. Cell Research— найкращий у Китаї міжнародний журнал із наук про життя та є цінним членом родини журналів із молекулярної та клітинної біології Springer Nature.

## Реферування та індексування
Згідно з Journal Citation Reports, імпакт-фактор Cell Research у 2021 році становить 46,297.